# Sammy Woodhouse
Sammy Woodhouse, née en 1985 ou 1986, est une militante britannique contre les abus sexuels sur mineur. Victime de l'affaire des viols collectifs de Rotherham, elle devient une des figures de l'extrême droite lors des émeutes de 2024 au Royaume-Uni,.

## Biographie
Sammy Woodhouse naît en 1985 ou 1986,. Elle ne termine pas l'école secondaire.
Elle est pendant plusieurs années, depuis l'âge de 14 ans, l'une des victimes de l'affaire des viols collectifs de Rotherham,. En 2013, elle témoigne publiquement, d'abord sous pseudonyme, des abus qu'elle a subis. Elle réalise par la suite un documentaire, écrit une autobiographie et fait de la prévention dans les écoles et auprès de la police. Elle lance en 2021 un appel pour créer un statut de victime née d'abus sexuel sur mineur. Ce statut légal voit le jour en 2023 en Angleterre et au Pays de Galles.
Elle occupe depuis le printemps 2024 un poste de reporter auprès du média populiste de droite Urban Scoop.
Elle est mère de deux enfants.